# 사랑은 낙엽을 타고
《사랑은 낙엽을 타고》(핀란드어: Kuolleet lehdet)는 2023년 개봉한 핀란드, 독일의 코미디 드라마 영화이다. 아키 카우리스매키가 감독과 각본을 맡았다. 2023년 칸 영화제 심사위원상 수상작이자 황금종려상 경쟁후보작이다.

## 줄거리
헬싱키에 사는 외로운 여성 안사는 마트에서 시간제 계약직으로 일하며 힘겹게 살아간다. 마찬가지로 외롭고 우울한 홀라파는 샌드블라스터로 일하며 자주 술을 마신다. 어느 날 밤, 동료 후오타리의 제안으로 노래방에 간 홀라파는 그곳에서 안사를 처음 본다. 서로에게 호감을 느끼지만 말을 걸지는 못한다. 술에 취해 벤치에 쓰러진 홀라파를 안사가 발견하지만, 그가 깨기 전에 자리를 떠난다.
마트에서 해고당한 안사는 바에서 일하게 되지만, 얼마 지나지 않아 사장이 체포되면서 다시 실업자가 된다. 그때 홀라파와 우연히 만나 커피와 빵을 얻어먹고 영화를 함께 보며 가까워진다. 데이트 후 안사는 홀라파에게 전화번호를 적어주지만, 그는 담배를 피우다 실수로 번호가 적힌 종이를 잃어버린다. 안사는 연락을 기다리며 실망하고, 홀라파는 그녀를 찾기 위해 영화관 앞에서 계속 기다린다. 그러다 홀라파는 작업 중 부상을 입고 음주 측정에 걸려 해고당하고 기숙사에서도 쫓겨난다.
우여곡절 끝에 다시 만난 안사와 홀라파는 저녁 식사를 함께 하지만, 홀라파가 몰래 술을 마시는 것을 안사가 목격하고 화를 내며 그를 내쫓는다. 집이 없어진 홀라파는 밤에는 벤치에서 자고 건설 현장에서 일하지만, 또다시 술 때문에 해고당한다. 안사는 길에서 버려진 개를 입양하고 정성껏 돌본다. 홀라파는 안사를 그리워하며 금주를 결심하고 그녀에게 사과하기 위해 전화한다. 곧 만나기로 하지만 홀라파는 안사의 집으로 향하던 중 기차에 치이는 사고를 당한다.
안사는 홀라파를 기다리지만, 그에게 사고가 일어난 사실을 알지 못한다. 그러던 어느 날, 안사는 공원에서 후오타리를 만나 홀라파가 혼수상태에 빠졌다는 소식을 듣는다. 안사는 홀라파의 이름을 모르지만 병원에 찾아가 그를 간호하며 매일 책을 읽어주고 이야기를 나눈다. 한편, 후오타리는 리사와 연인이 된다. 홀라파는 혼수상태에서 깨어나 안사, 그리고 그녀의 개와 함께 병원을 나선다. 홀라파는 안사에게 이름을 묻는 대신 개의 이름을 묻고, 안사는 "채플린"이라고 답한다.

## 출연진
- 알마 푀위스티 - 안사
- 유시 바타넨 - 홀라파